# Boise Art Museum
Le Boise Art Museum (BAM) est un musée situé à Boise, dans l'Idaho, et fait partie d'une série de musées publics et d'attractions culturelles du parc Julia Davis. C'est le foyer permanent d'une collection grandissante de réalisme contemporain, de céramiques modernes et contemporaines, ainsi que de la plus grande collection publique d'œuvres de l'artiste de l'art brut et bookmaker de l'Idaho, James Charles Castle. Le musée présente également d'importantes expositions temporaires et installations tout au long de l'année. 
Le musée a été inauguré sous le nom de Boise Gallery of Art et a ouvert ses portes en 1937 grâce à un partenariat entre la Boise Art Association, la ville de Boise et le Federal Works Progress Administration qui permet aux habitants de Boise de rencontrer des artistes, de visiter des expositions itinérantes et d'obtenir des œuvres d'art en prêt. L'édifice, de style original Art déco et éclectique égyptien, a été rénové en 1972 puis à nouveau en 1988, lorsque le nom du musée a été changé pour celui de Boise Art. Ce musée a mis davantage l'accent sur le développement d'une collection permanente et d'une programmation éducative. En 1997, le musée a de nouveau été agrandi pour inclure de plus grands bureaux administratifs, un entrepôt, une section des sculptures et des studios éducatifs,. 
La mission du musée en matière de collection est axée sur le réalisme et les céramiques du XXe siècle d'artistes américains, nord-américains et de l'Idaho. La collection a cependant amassé des objets provenant des États-Unis, d'Europe et d'Asie de l'Est, la croissance de la collection s'appuyant largement sur les dons d'artistes, de galeries et de collectionneurs. La collection comprend des artistes tels que Fay Jones (en), Viola Frey (en), Richard Estes, Manuel Jerair Tolegian, Dale F. Walden, Otto et Vivika Heino, Gary Hill, Rod Kagan (en), Jun Kaneko (en), Jasper Johns, Michael Goldberg et Mark di Suvero. Pierre Daura, Andy Warhol, Rackstraw Downes, Billy Al Bengston, Pablo Picasso, Chuck Close, Sonja Blomdahl, Nancy Graves, Kenneth Callahan, Guy Anderson, Roy Lichtenstein, Susan Louise Shatter, Hung Liu, Château James Charles, Diego Rivera, Akio Takamori, Robert Colescott, Xiaoze Xie, Thaddeus Holownia, Andrea Modica, Michael Kenna, Gennie DeWeese, Howard Kottler, Howard Kottler, Stephanie Wilde, Marie Watt, Imogen Cunningham, Laura McPhee, Roger Shimomura, Todd Hido, Héctor, Anne Apple, Alden Mason, Roger von Gunten, Joseph Raffael, Robert Rauschenberg, Robert Motherwell, Bruce Nauman, Beth Van Hoesen, Werner Drewes, Rick Bartow, Sol LeWitt et Ansel Adams. 
En 2000, le musée a reçu vingt-trois œuvres de réalisme contemporain de Peter et Eileen Norton, qui font partie de plus de 1 000 œuvres d'art que le couple d'alors a fait don à vingt-neuf musées aux États-Unis. La donation comprend des œuvres de Robert Rauschenberg, Robert Arneson (en), April Gornik (en), Lawrence Gipe (en), F. Scott Hess (en) et Kent Twitchell (en). Ces œuvres, la plupart créées dans les années 1980 et au début des années 1990, ont été sélectionnées pour compléter la collection de réalisme américain précédemment offerte par le collectionneur d'art de Sun Valley, Glenn C. Janss. Ceci après un don de 166 œuvres d'artistes américains, australiens, britanniques et asiatiques de John Takehara. 

## Architecture

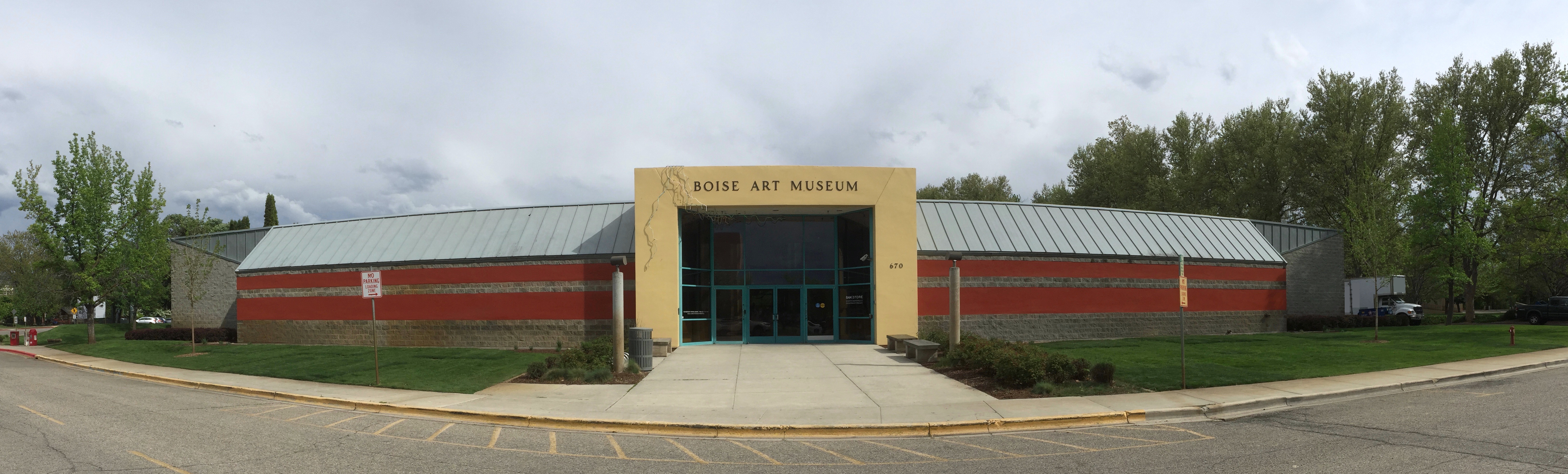
Entrée du Boise Art Museum en 2016, conçue par Trout Architects et Mark Mack en 1988

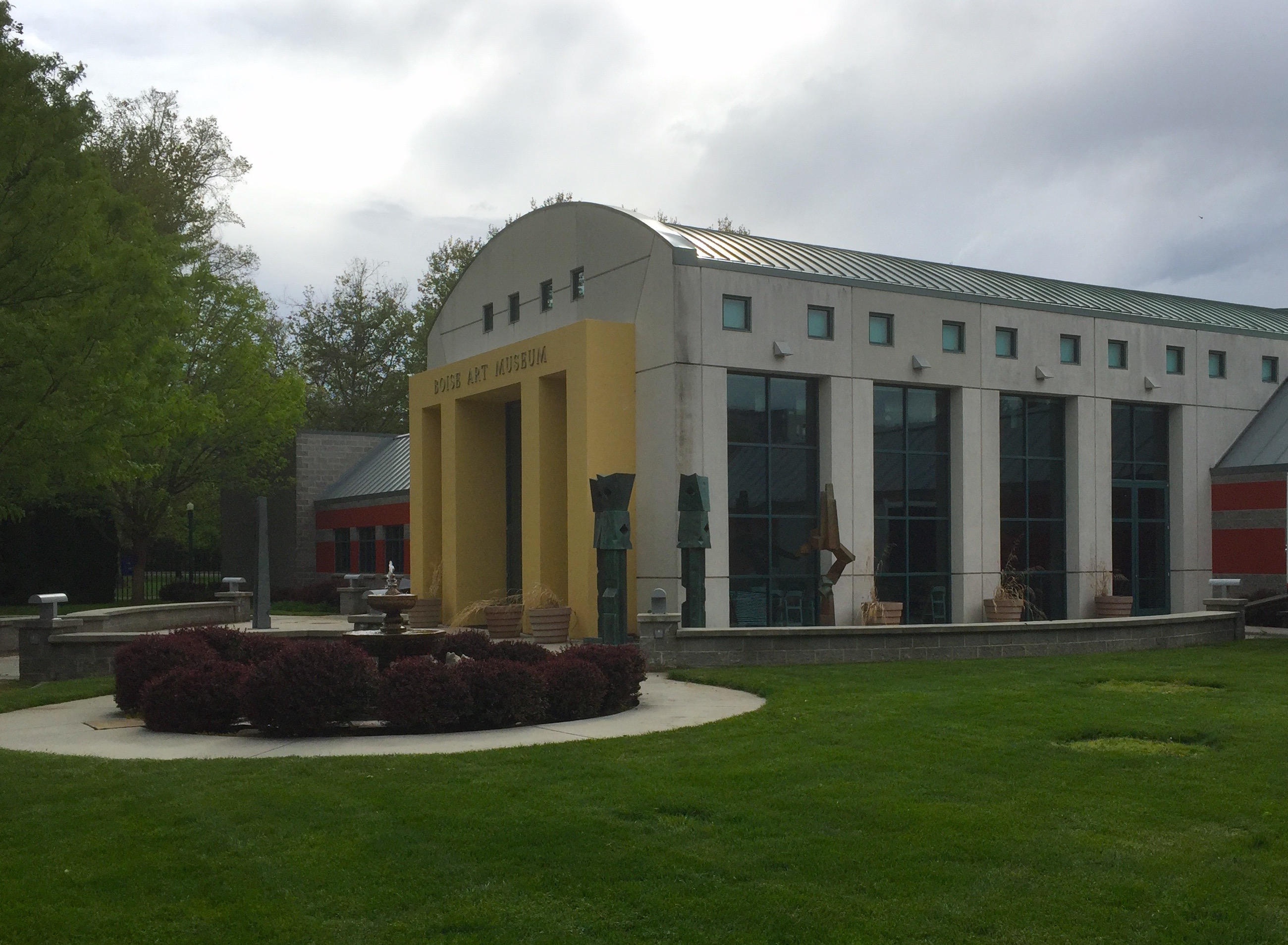
Cour de sculpture et jardin construits par la CSQHA en 1998